# Bronson Pelletier
Bronson Pelletier (* 31. Dezember 1986 in Kanada) ist ein kanadischer Schauspieler.

## Leben
Bronson Pelletier stammt vom Plains-Cree Indianerstamm aus Askinootow.
International bekannt wurde er durch die Rolle des „Jared“ in New Moon – Biss zur Mittagsstunde. Des Weiteren spielte in der kanadischen Fernsehserie Renegadepress.com mit und wurde dafür 2006 und 2007 drei Mal für einen Award nominiert.
Zum Jahreswechsel 2012/2013 wurde ein Video im Internet veröffentlicht, in welchem zu sehen ist, wie Pelletier am Flughafen Los Angeles verhaftet wird, nachdem er betrunken in die Wartehalle des Terminals uriniert hatte. Er wurde zu einer zweijährigen Bewährungsstrafe und dem Besuch mehrerer Treffen der anonymen Alkoholiker verurteilt.

## Filmografie
- 2004–2008: Renegadepress.com (Fernsehserie, 52 Folgen)
- 2007: Dinosapien (Fernsehserie, 12 Folgen)
- 2009: New Moon – Biss zur Mittagsstunde (The Twilight Saga: New Moon)
- 2010: Eclipse – Biss zum Abendrot (The Twilight Saga: Eclipse)
- 2010: Shattered (Fernsehserie, Folge: Sound of a Strap)
- 2011: Breaking Dawn – Biss zum Ende der Nacht, Teil 1 (The Twilight Saga: Breaking Dawn – Part 1)
- 2012: Breaking Dawn – Biss zum Ende der Nacht, Teil 2 (The Twilight Saga: Breaking Dawn – Part 2)